# Fryburg (miasto)

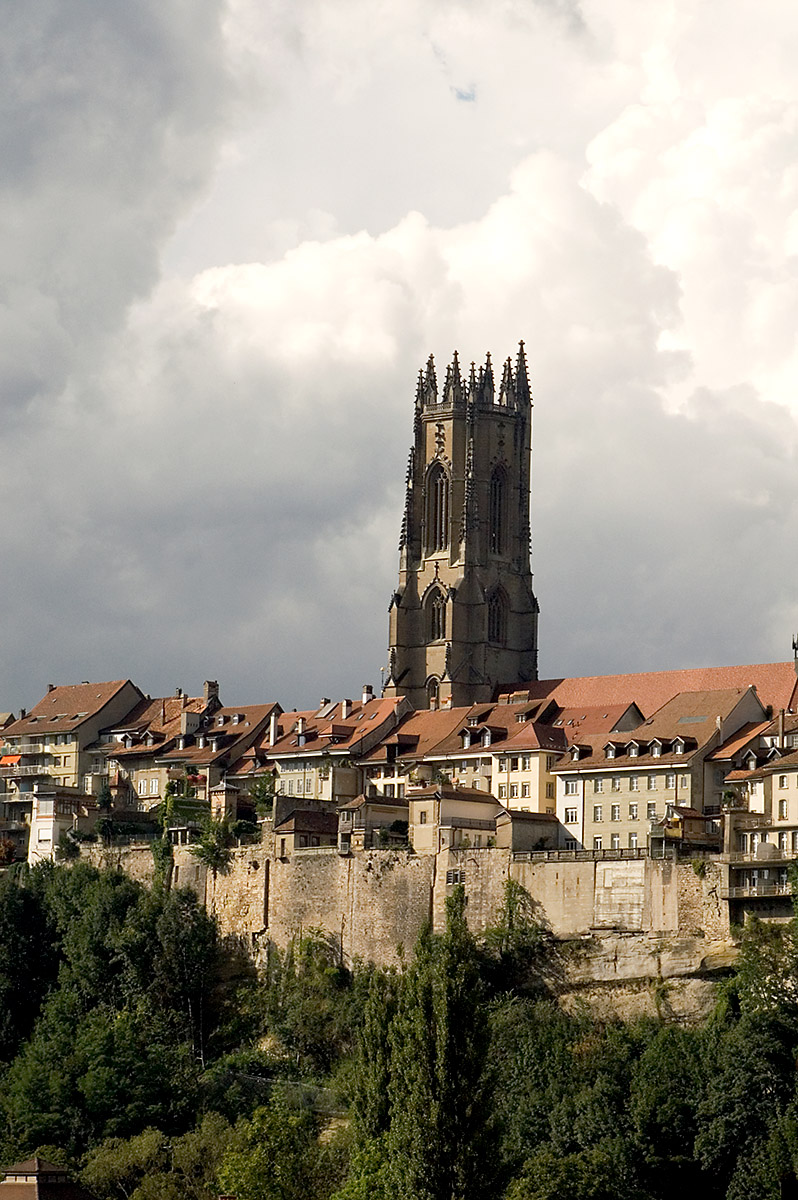
Wieża katedry we Fryburgu

Fryburg (fr. Fribourg; niem. Freiburg im Üechtland, Freiburg i. Ü., Freiburg i. Üe.;  wł Friburgo, Friborgo; gsw. Frybùrg; frp. Friboua) – miasto oraz gmina w Szwajcarii, siedziba administracyjna kantonu Fryburg oraz okręgu Sarine.

## Położenie
Fryburg położony jest nad rzeką Sarine, płynącą tu głęboką, krętą doliną. Średniowieczne centrum zabudowy miejskiej leży na lewym brzegu rzeki; jego teren opada od ok. 630 m n.p.m. na zachodzie (w rejonie linii kolejowej) do ok. 540 m n.p.m. w zakolu Sarine. Najwyżej położone tereny miejskie sięgają 680–690 m n.p.m. Na terenie miasta znajduje się m.in. zapora wodna Maigrauge na Sarine oraz utworzony przez nią zbiornik zaporowy Pérolles.
Fryburg leży na styku dwóch regionów etnicznych i językowych w Szwajcarii, których granicę wyznacza rzeka Sarine. Wiele miejscowości leżących nad tą rzeką poniżej Fryburga posiada podwójne nazwy: na lewym brzegu francuskie, a na prawym niemieckie.

## Historia
Wzmiankowany po raz pierwszy w 1162 r. jako Friborc, później Friborch, Friburch, Friburg. Nazwa pochodzi z niemieckiego frei- (wolny) i -burg (miasto). Najstarsza część miasta usadowiona jest na skalistym cyplu, opadającym stromymi stokami ku głęboko wciętej dolinie Sarine, opływającej dawne Cité z trzech stron. Założycielem Fryburga był w 1157 r. Bertold IV, książę Zähringen. Miasto, którego zaczątkiem był gród obronny przy jednym z niewielu brodów na rzece Sarine, kontrolowało później to ważne przejście. Najstarsza pieczęć miejska pochodzi z 1225 r. Po wygaśnięciu rodziny Zähringen (1218 r.) Fryburg wielokrotnie zmieniał właścicieli. Jego panami były kolejno dynastie Kyburgów (drogą spadku) i Habsburgów (zakup w 1277 r.). Później mieszkańcy Fryburga woleli znosić zwierzchnictwo sabaudzkie (od 1452 r.) niż dominację Berna.
Podstawą organizacji życia politycznego i gospodarczego Fryburga w średniowieczu stały się prawa miejskie, ustalone jeszcze przez Bertolda IV (najstarsza znana wersja pochodzi z 1249 r.). Określały one ramy prawne i urbanistyczne funkcjonowania miasta, nadając jego mieszkańcom liczne przywileje. Mieszczanie posiadali m.in. prawo wyboru baliwa (zwanego tu avoyer), proboszcza i poborców ceł. Dysponując swobodnie swymi majątkami mogli kupować ziemię, trudnić się handlem i rzemiosłem. Z końcem XIII w. gmina miejska liczyła 2 – 3 tysiące mieszkańców. W 1309 r. mieszkańcy odzyskali od panującego patronat nad kościołem parafialnym pw. św. Mikołaja, co było ważnym krokiem w kierunku samodzielności miasta. Po wojnach burgundzkich Fryburg stał się niezależnym miastem-państwem, a w 1478 – wolnym miastem cesarstwa.
Marginalne położenie Fryburga w państwie Habsburgów, ciągła rywalizacja między tymi ostatnimi a Sabaudią oraz sąsiedztwo Konfederacji Szwajcarskiej i ciągłe walki niepodległościowe na przyległych ziemiach sprzyjały formowaniu się i rozwojowi nowego miasta-państwa. Fryburg korzystał z dawnych aliansów, zawartych z sąsiednimi miastami: Avenches (w 1239 r.), Bernem (w 1243 r.) i Morat (w 1245 r.). Jednocześnie miasto rozwijało się terytorialnie, rozciągając swą dominację polityczną nad okolicznymi ziemiami. Do najstarszych posiadłości, nazywanych później „starymi ziemiami” (fr. Anciennes Terres, niem. Alte Landschaft; 24 parafie, podległe bezpośrednio władzom miejskim) dochodziły nowe tereny. Ok. 1450 r. miasto miało ok. 6 tys. mieszkańców. W 1481 r. Fryburg, po nabyciu rozległych terenów od Pays de Vaud, zdecydował się przystąpić do Konfederacji Szwajcarskiej. Był pierwszym kantonem dwujęzycznym w Konfederacji, chociaż jego władze wybrały język niemiecki jako urzędowy. Od 1435 r. Fryburg bił własne monety (od 1509 r. – również złote).
Ważnym zdarzeniem w historii miasta był wybuch reformacji w I połowie XVI w., która nie odniosła tu jednak spodziewanego sukcesu. Pomimo tego, że i tu idee reformatorskie i humanistyczne miały pewien oddźwięk, ogromna większość ludności pozostała przy dawnej konfesji. W 1582 r. powstało tu słynne kolegium św. Michała (Collège Saint-Michel; Kollegium St. Michael), założone przy poparciu miasta przez jezuitów i kierowane przez Piotra Kanizjusza. Głęboka restauracja katolicyzmu, zainicjowana przez Kanizjusza, potwierdziła atrakcyjność tego wyznania. W 1613 r. przeniesiono z Lozanny do Fryburga siedzibę biskupstwa Lozanny, Genewy i Fryburga. Do kilku domów zakonnych, funkcjonujących w mieście nad Sarine już od średniowiecza, w XVII w. dołączały następne. Obok La Maigrauge – klasztoru cystersów, wybudowanego w XIII w. w zakolu Sarine, powstały tu klasztory franciszkanów, kapucynów (1608) i kapucynek (Montorge w zakolu Sarine; 1621 r.), urszulanek (1634 r.) i wizytek (1635 r.). Wszystko to uczyniło z Fryburga stolicę szwajcarskiego katolicyzmu. Objawem trwałej i znaczącej roli szkolnictwa kościelnego w mieście było założenie znacznie później, bo w 1889 r. państwowego uniwersytetu o charakterze katolickim, który szybko stał się znaczącym ośrodkiem nauki i kultury (od 1941 r. w nowej siedzibie). Przez 27 lat profesorem tegoż uniwersytetu, a w latach 1964–1966 rektorem był Józef Maria Bocheński OP.

## Transport i komunikacja
W średniowieczu Fryburg wykorzystywał swe położenie nad rzeką Sarine. Była ona wykorzystywana do żeglugi. Wywożono stąd m.in. płótna i skóry, które trafiały do ośrodków położonych nad rzekami Aare i Ren, aż do Alzacji. Port na Sarine we Fryburgu znajdował się w pobliżu Mostu Berneńskiego. Miasto posiadało wówczas nawet własną stocznię rzeczną.
Obecnie Fryburg jest ważnym węzłem kolejowym, łączącym m.in. Berno, Lozannę, Neuchâtel i in. Przez teren miasta przebiegają drogi główne nr 12, nr 157, nr 178, nr 180, nr 181, nr 182 i nr 183.
W latach 1897–1965 w mieście działała sieć tramwajowa o łącznej długości linii ok. 6 km. Poczynając od 1949 r. linie tramwajowe zaczęły być sukcesywnie zastępowane liniami trolejbusowymi.
W mieście, usytuowanym po obu stronach głębokiej doliny Sarine, istotnymi elementami w systemie transportu są mosty. Obok trzech mostów na Dolnym Mieście o średniowiecznym jeszcze rodowodzie (wspomniany Pont de Berne oraz wymienione niżej Pont de Saint-Jean i Pont du Milieu) największe znaczenie mają Pont de Zaehringen, łączący centralny Bourg z położoną na prawym brzegu Sarine dzielnicą Schoenberg, przerzucony ponad głęboką doliną dopływu Sarine (potok Gottéron) Pont du Gottéron oraz najnowszy, oddany do eksploatacji w 2014 roku wantowy most Pont de la Poya.
Od 1899 r. w mieście funkcjonuje kolej linowo-terenowa, łącząca Dolne Miasto (fr. Basse-Ville) ze Śródmieściem (fr. Centre-Ville). Ten funikular jest ewenementem w skali europejskiej, ponieważ do obciążania przeciwwag stosowane są ścieki miejskie.

## Demografia
Przez wiele wieków miasto rozwijało się wolno. Jeszcze w 1811 r. liczyło ok. 6,2 tys. mieszkańców. Szybszy rozwój nastąpił dopiero w drugiej połowie XIX w. m.in. wraz z rozwojem komunikacji i przemysłu. W 1870 r. miasto liczyło 10,9 tys. mieszkańców, w 1900 – 15,9 tys., w 1950 r. – 29,0 tys., w 1970 r.– 39,7 tys., w 2000 r. – 35,55 tys. Na początku XX w. było ośrodkiem aglomeracji miejskiej, liczącej ok. 70 tys. mieszkańców.
W 2000 r. 63,6% mieszkańców miasta deklarowało jako język narodowy język francuski, 21,2% – język niemiecki, 3,8% – włoski, pozostali - inne języki. W tym samym roku 74,9% mieszkańców deklarowało wyznanie katolickie, 8,7% - protestanckie, pozostali –inne.
Obecnie we Fryburgu mieszka 38 039 osób. W 2020 roku 36,8% populacji gminy stanowiły osoby urodzone poza Szwajcarią.

## Zabytki
We Fryburgu znajduje się bardzo dobrze zachowane średniowieczne Stare Miasto, otoczone pozostałościami dawnych murów obronnych. Zachowało się w nich kilka bram, m.in. Porte de Berne i Porte de Morat, a także szereg baszt, m.in. Kocia Wieża, Czerwona Wieża i Wieża Dürrenbühl. Uwagę zwracają również trzy mosty na rzece Sarine, o średniowiecznym rodowodzie: Pont de Saint-Jean, Pont du Milieu i kryty Pont de Berne.
W mieście szereg cennych przykładów architektury sakralnej i świeckiej, m.in. gotycka katedra św. Mikołaja (Cathédrale Saint-Nicolas; Kathedrale St. Nikolaus) zbudowana w latach 1283–1490, znana z witraży Józefa Mehoffera.

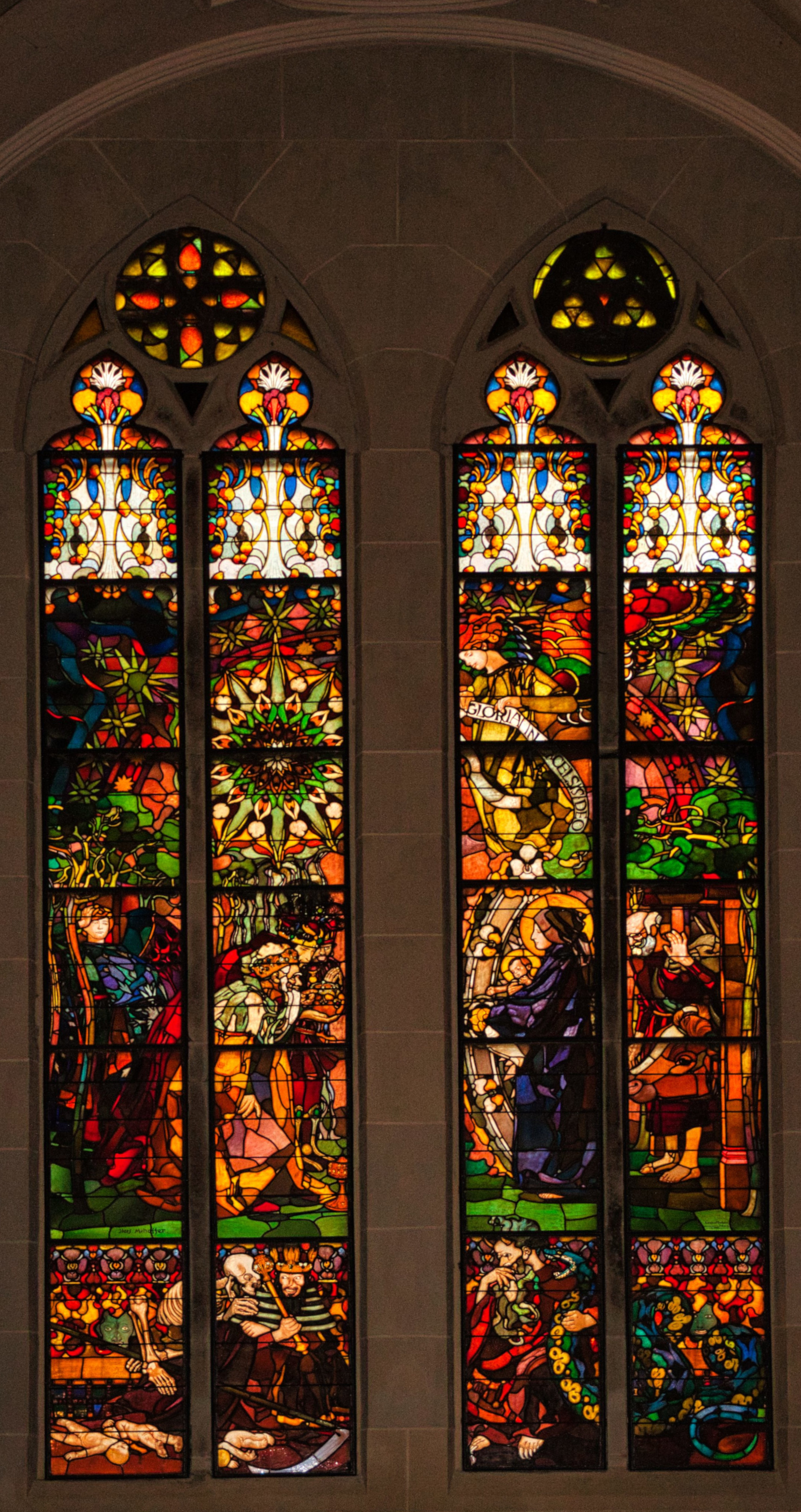
Trzej królowie
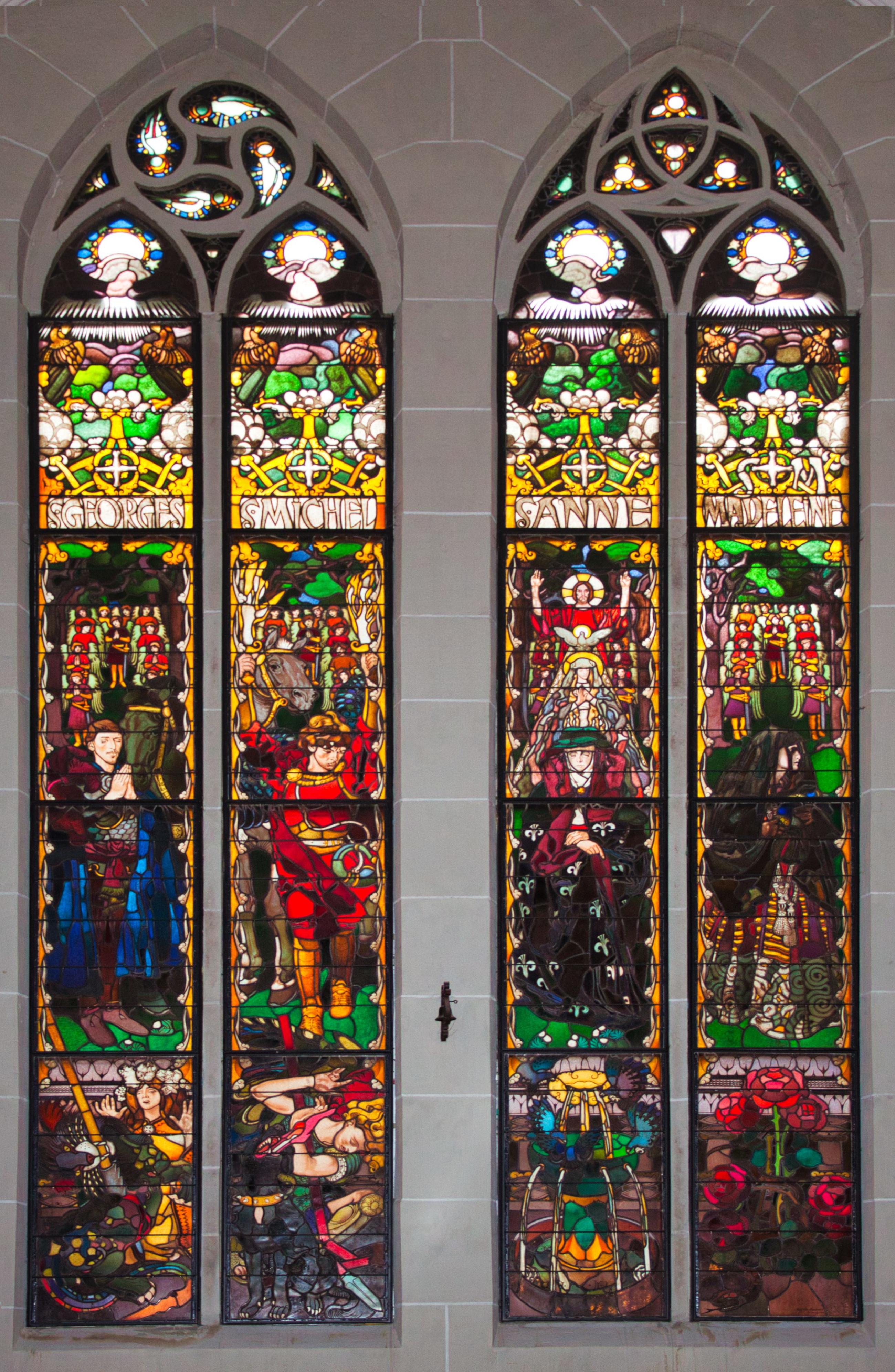
Św. Jerzy, archanioł Michał, św. Anna i Maria Magdalena
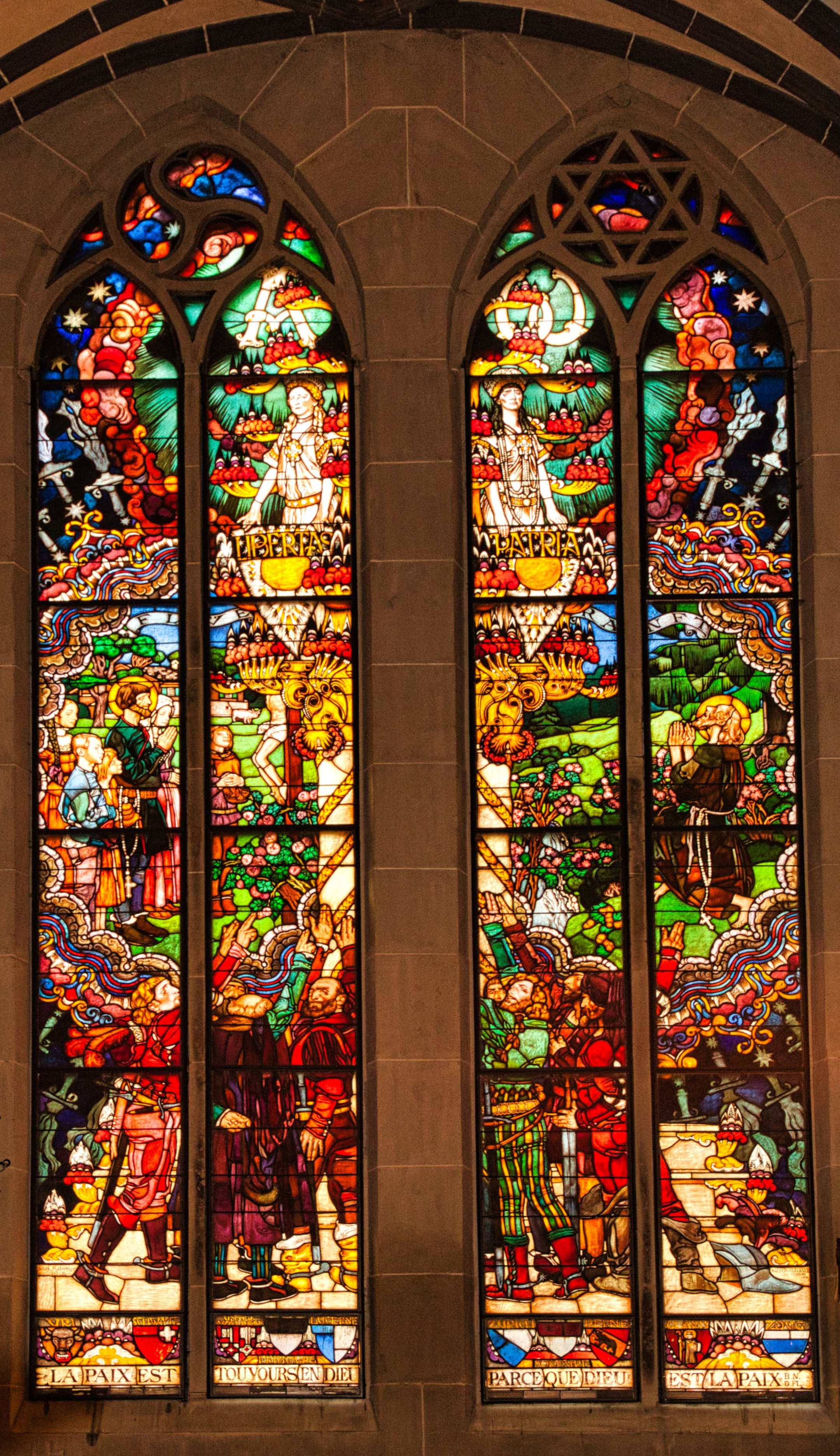
Mikołaj z Flüe
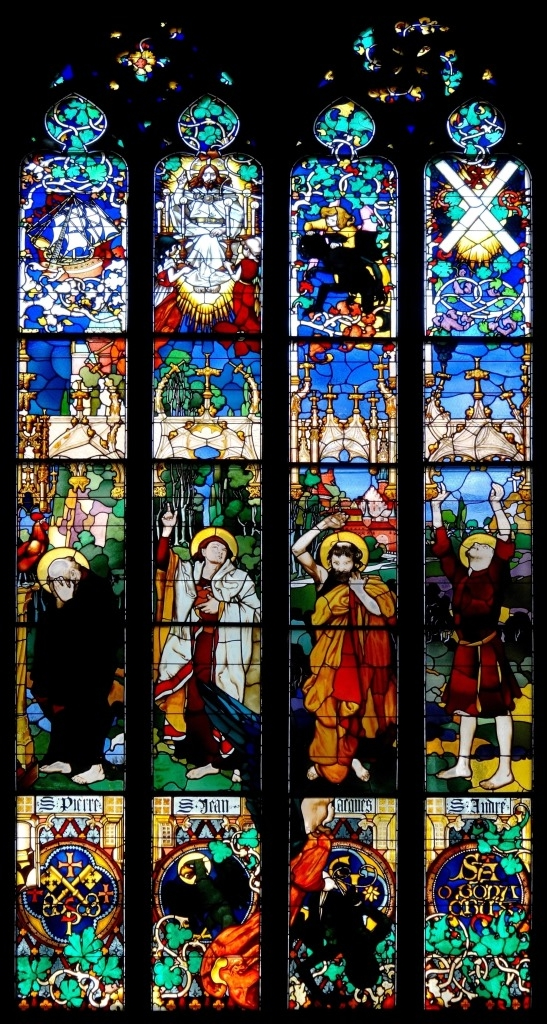
Apostołowie
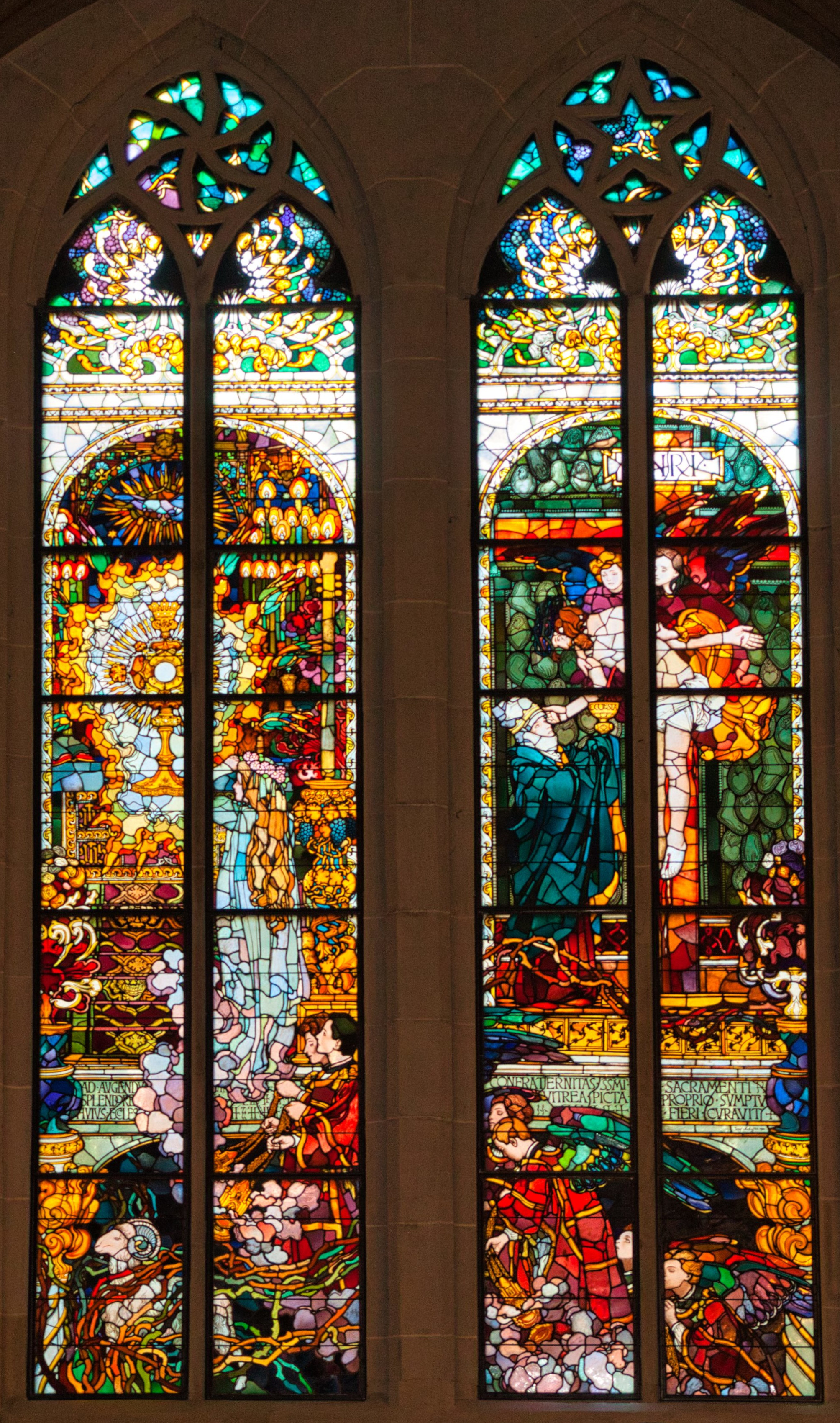
Eucharystia
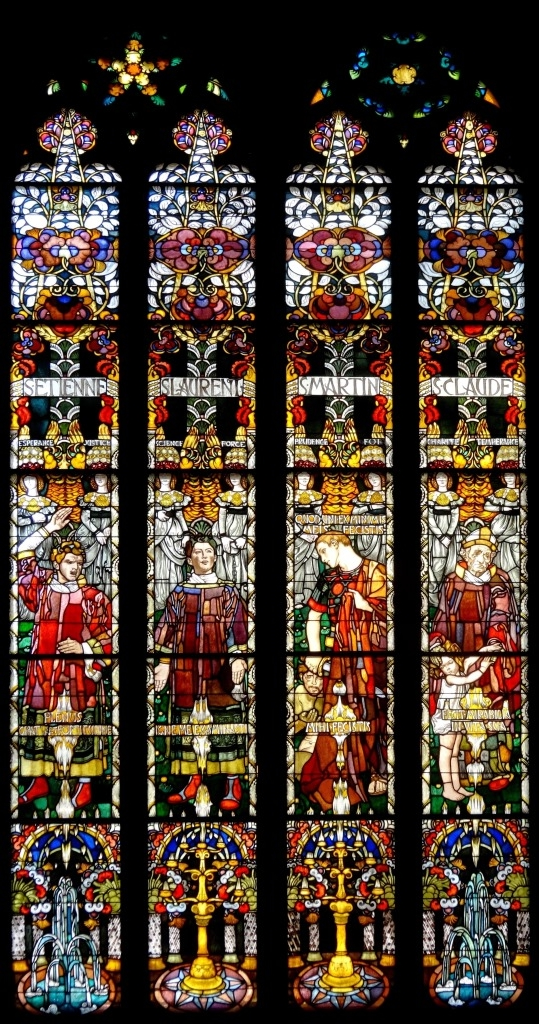
Biskupi i diakoni
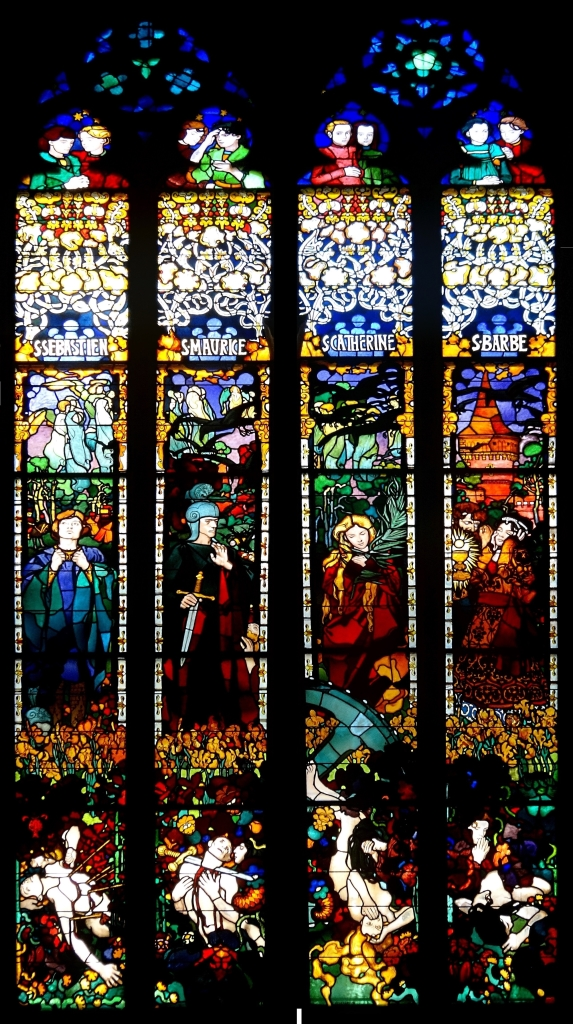
Męczennicy
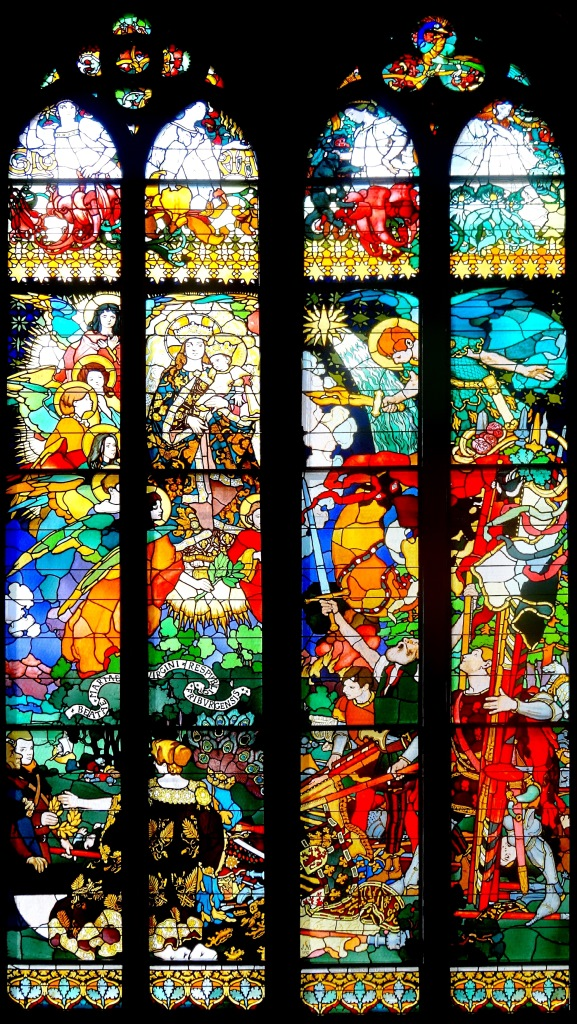
Wiktoria (Matka Boska Zwycięska

## Sport
- Fribourg-Gottéron – klub hokejowy

8 września 2017 roku we Fryburgu rozpoczęły się 61 zawody balonów wolnych z cyklu Pucharu Gordona Bennetta.
W mieście znajduje się BCF Arena – wielofunkcyjna hala widowiskowo-sportowa i lodowisko, gdzie zorganizowano m.in. mistrzostwa świata w hokeju na lodzie mężczyzn w 1990 oraz 2026.

## Współpraca
Miejscowości partnerskie:
- Nova Friburgo, Brazylia
- Rueil-Malmaison, Francja